# Aquiles Machado
Aquiles Machado (Barquisimeto, 3 de julio de 1973) es un tenor venezolano / español, que también ha incursionado en la música popular y en la dirección orquestal.

## Estudios
Comenzó su carrera musical en 1986 en Barquisimeto, en la Schola Cantorum de la Orquesta Sinfónica de Lara, dirigido por el profesor Héctor Gutiérrez Cortinas. Posteriormente se mudó a la capital del país, Caracas, para iniciar estudios de canto en el Conservatorio Simón Bolívar y en la Compañía Nacional de Ópera, orientado por el profesor de canto, y barítono venezolano William Alvarado. En 1994 el Banco de España y la Fundación Mozarteum de Venezuela le otorgaronn una beca para que continuara sus estudios en España con el cantante Alfredo Kraus, en la Escuela Superior de Música Reina Sofía.

## Carrera

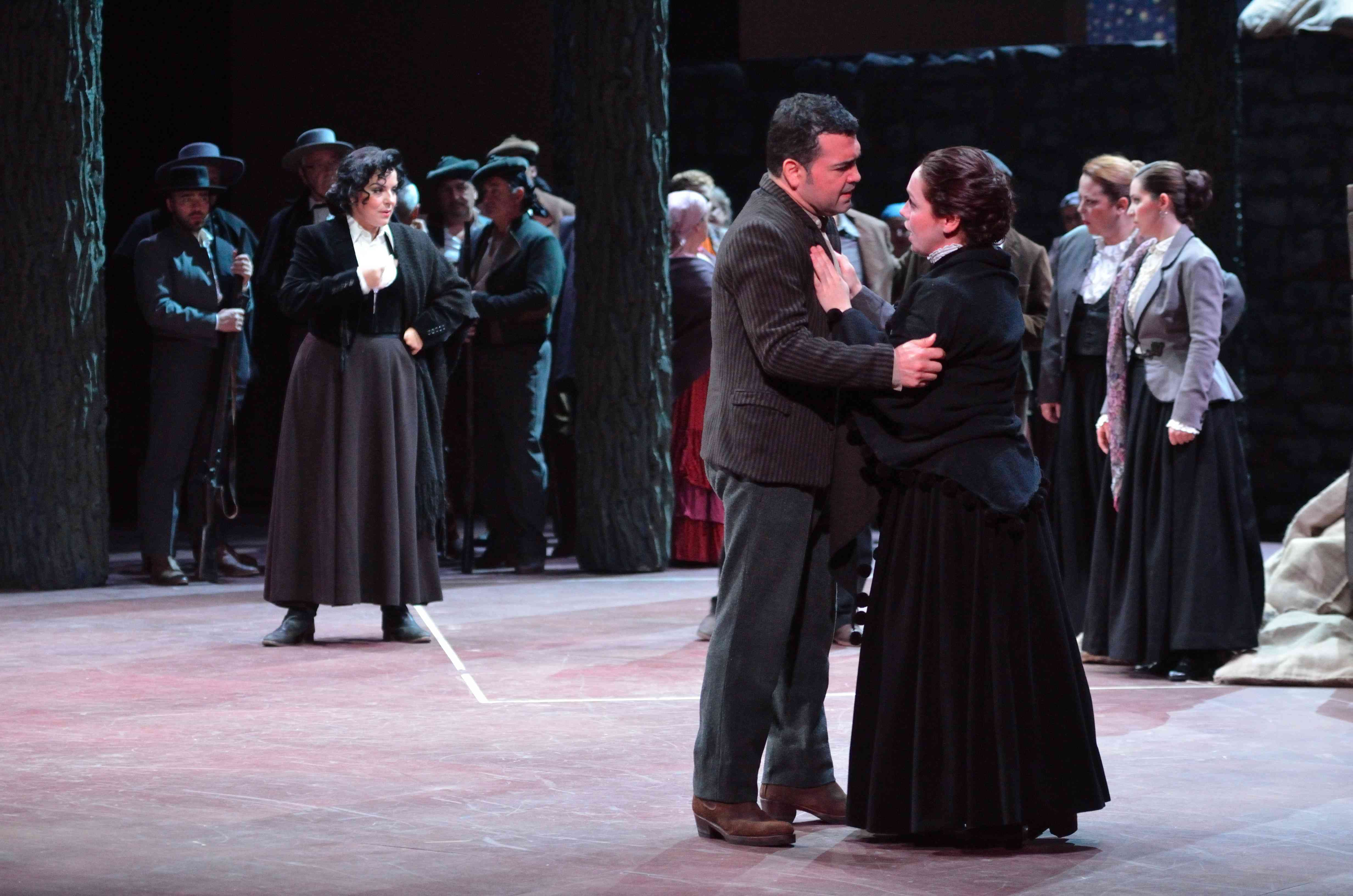
Aquiles Machado en el segundo acto de la ópera "Carmen" de G. Bizet. Intérpretes: Carmen: Nancy Fabiola Herrera; Micaela: Beatriz Díaz. Dirección escénica: Mario Pontiggia; dirección musical: Alain Guingal; producción: Amigos Canarios de la Ópera. Teatro Pérez Galdós - Las Palmas de Gran Canaria, 2012

Debutó en Caracas en 1996 con L'elisir d'amore bajo la dirección del maestro Carlos Riazuelo y, ese mismo año, debuta en Europa con el rol de Macduff de la ópera Macbeth realizada en el Teatro Pérez Galdós de Las Palmas de Gran Canaria. 
Desde entonces su carrera fue en constante evolución, presentándose en los más importantes teatros: Teatro Nacional de San Carlos en Lisboa, Arena de Verona, Teatro Regio de Parma, Teatro de la Ópera de Roma, Teatro de San Carlos de Nápoles, la Ópera Nacional de Washington, Ópera de Los Ángeles, Gran Teatro del Liceo, Teatro Real de Madrid, Teatro de la Zarzuela, Staatsoper Unter den Linden, Ópera Alemana de Berlín, Teatro de ópera de Zúrich, Ópera Estatal de Viena, Metropolitan Opera House, Palacio de las Artes Reina Sofía, Teatro Comunale di Bologna, entre muchos otros. En el año 2007 se convierte en el primer venezolano en cantar en el Teatro de La Scala.
Ha trabajado durante su carrera con maestros como Plácido Domingo, Jesús López Cobos, Ricardo Chailly, Mstislav Rostropovich, Karel Mark Chichon, Daniel Oren, Leopold Hagger, Rafael Frühbeck de Burgos, Friedrich Hayder, Semyon Bychkov, Daniel Barenboim, James Conlon, Myung-Whun Chung, Alain Guingal, Marco Armiliato, Renato Palumbo, Bertrand de Billy, Sir Mark Elder, David Machado, Alfredo Rugeles, Lu Jia, Gustavo Dudamel, Eve Queler, Massimo Zanetti, Gianliugi Gelmetti, Michele Mariotti, Nicola Luisotti, y Roberto Abbado.
Actualmente compagina su carrera internacional con actividad docente impartiendo clases magistrales de forma particular y en importantes conservatorios como la Escuela Superior de Canto de Madrid  así como también con la dirección orquestral, rama artística/musical 
Desde el mes de abril de 2022 se encuentra a cargo de la Dirección Artística de la temporada lírica que programa Amigos de la Ópera de La Coruña

## Premios y reconocimientos
Ha recibido premios de diversas asociaciones líricas y de la prensa especializada entre los que se puede destacar el de la “Asociación Lírica de Parma” por sus interpretaciones verdianas. En 1996 ganó el concurso de canto lírico "Francisco Viñas" en España, finalista en el concurso Cardiff Singers of the World de 1997 en Reino Unido, y el concurso del tenor español Plácido Domingo "Operalia", en su edición de 1997.

## Repertorio
| Compositor                | Título                | Rol                         | Notas y referencias |
| ------------------------- | --------------------- | --------------------------- | ------------------- |
| Vincenzo Bellini          | Norma                 | Pollione                    |                     |
| Georges Bizet             | Carmen                | Don José                    | [ 9 ]               |
| Francesco Cilea           | Adriana Lecouvreur    | Maurizio                    |                     |
| Gaetano Donizetti         | L'elisir d'amore      | Nemorino                    |                     |
| Gaetano Donizetti         | Lucia di Lammermoor   | Sir Edgardo di Ravenswood   |                     |
| Gaetano Donizetti         | Roberto Devereux      | Roberto Devereux            |                     |
| Umberto Giordano          | Andrea Chénier        | Andrea Chénier              |                     |
| Charles Gounod            | Fausto                | Fausto                      |                     |
| Charles Gounod            | Roméo et Juliette     | Romeo                       |                     |
| Jacques Fromental Halévy  | La Juive              | Eleazar                     |                     |
| Jacques Offenbach         | Les Contes d'Hoffmann | Hoffmann                    |                     |
| Amilcare Ponchielli       | La Gioconda           | Enzo Grimaldo               | [ 3 ]               |
| Pietro Mascagni           | Cavalleria rusticana  | Turidu                      | [ 10 ]              |
| Giacomo Puccini           | La bohème             | Rodolfo                     |                     |
| Giacomo Puccini           | Madama Butterfly      | Benjamin Franklin Pinkerton | [ 5 ]               |
| Giacomo Puccini           | Tosca                 | Mario Cavaradossi           |                     |
| Giacomo Puccini           | Le Villi              | Roberto                     |                     |
| Giacomo Puccini           | Turandot              | Calaf                       |                     |
| Giacomo Puccini           | Manon Lescaut         | Chevalier des Grieux        |                     |
| Giacomo Puccini           | Il tabarro            | Luigi                       |                     |
| Giuseppe Verdi            | Attila                | Foresto                     |                     |
| Giuseppe Verdi            | Don Carlo             | Don Carlo                   |                     |
| Giuseppe Verdi            | Luisa Miller          | Rodolfo                     |                     |
| Giuseppe Verdi            | Macbeth               | Macduff                     |                     |
| Giuseppe Verdi            | Requiem               | Tenore                      | [ 11 ]              |
| Giuseppe Verdi            | Rigoletto             | Il duca di Mantova          | [ 12 ]              |
| Giuseppe Verdi            | Simon Boccanegra      | Gabriele Adorno             |                     |
| Giuseppe Verdi            | La forza del destino  | Don Álvaro                  |                     |
| Giuseppe Verdi            | Ernani                | Ernani                      |                     |
| Giuseppe Verdi            | Un ballo in maschera  | Riccardo                    |                     |
| Giuseppe Verdi            | Nabucco               | Ismael                      |                     |
| Giuseppe Verdi            | I masnadieri          | Carlo                       |                     |
| Giuseppe Verdi            | La Traviata           | Alfredo Germont             |                     |
| Giuseppe Verdi            | I due Foscari         | Jacopo Foscari              |                     |
| Emilio Arrieta            | Marina                | Jorge                       |                     |
| Juan José Falcón Sanabria | La hija del cielo     | Bentejuí                    | Estreno mundial     |

## Discografía
Cuenta con grabaciones entre los que se pueden encontrar títulos que van desde el belcanto hasta la música popular: Norma de Bellini con la soprano Edita Gruberova y el Maestro Friedrich Hayder, Elisir d`Amore de Donizetti junto a Erwin Schrott y Valeria Sposito en el Sferisterio de Macerata,  Rigoletto de Giuseppe Verdi en la Arena di Verona con Inva Mula y Leo Nucci, Réquiem de Verdi con el Maestro Gerd Albrecht y la Tschechischer Philarmonie Brno, Réquiem de Von Suppè con la dirección del Maestro Michel Corboz. De Giacomo Puccini ha grabado Gianni Schicchi con la Concertgebouworkest y el Maestro Ricardo Chailly en el Main Hall de Ámsterdam, Le Villi para Radio France con la Orquesta Filarmónica de París y la dirección del Maestro Marco Guidarini, La Bohème en el Teatro Real de Madrid con la Orquesta Sinfónica de Madrid y la dirección de Jesús López Cobos, Los Cuentos de Hoffman de Jacques Offenbach en la temporada de la ABAO bajo la dirección de Alain Guingal y dirección escécina de Giancarlo Del Mónaco, y con la Orquesta de la Comunidad de Madrid la ópera Henry Clifford de Isaac Albeniz.
En el año 2008 junto al guitarrista Aquiles Báez y otros destacados músicos graba el disco  "La Canción de Venezuela"  donde interpretan clásicos del repertorio venezolano como lo son Zumba que Zumba, Viajera del Río, Mi mujer es caña dulce y Desesperanza. En el año 2009 salió a la venta la segunda entrega del mismo.
Recientemente ha realizado grabaciones en DVD de óperas como La Forza del Destino (2011) con el Teatro Regio di Parma, e I Masnadieri (2012) de Verdi en el Teatro San Carlo de Nápoles, y La Boheme de G. Puccini dirigida por Riccardo Chailly en el Palau de les Arts en Valencia.